# Cisnădie
Cisnădie (en húngaro: Nagydisznód, en alemán, Heltau) es una ciudad de Rumania en el distrito de Sibiu.

## Geografía
Se encuentra a una altitud de 454 m s. n. m. a 270 km de la capital, Bucarest.

## Demografía
Según estimación 2012 contaba con una población de 16 416 habitantes.
| 1948  | 1956   | 1966   | 1977   | 1992   | 2002   | 2012   |
| 7 284 | 12 246 | 14 979 | 20 135 | 17 807 | 15 648 | 16 416 |

## Economía
Ciudad especializada en la rama textil.

## Turismo
Su entorno natural tiene interés turístico, dada su situación en las faldas de los Cárpatos. Posee una iglesia fortificada del siglo XII y un museo textil.